# Нейт Макміллан
Натаніел Макміллан (англ. Nathaniel McMillan, нар. 3 серпня 1964, Ралі, Північна Кароліна, США) — американський професіональний баскетболіст, що грав на позиціях атакувального захисника і розігруючого захисника за команду НБА «Сіетл Суперсонікс», яка навіки закріпила за ним ігровий №10. Згодом — баскетбольний тренер.

## Ігрова кар'єра
На університетському рівні грав за команду Північна Кароліна Стейт (1984–1986). 1985 та 1986 року доходив з командою до чвертьфіналу турніру NCAA.
1986 року був обраний у другому раунді драфту НБА під загальним 30-м номером командою «Сіетл Суперсонікс». Професійну кар'єру розпочав 1986 року виступами за тих же «Сіетл Суперсонікс», захищав кольори команди із Сіетла протягом усієї історії виступів у НБА, яка налічувала 12 сезонів. В кінці 80-х — на початку 90-х років був частиною трійки лідерів команди, яку  називали «Big Mac»; туди окрім нього входили також Ксав'єр Макденіел та Деррік Маккі. Був лідером ліги за перехопленнями у сезоні 1993-1994 та двічі обирався до другої збірної всіх зірок захисту. У сезоні 1995-1996 допоміг команді дійти до фіналу НБА, де сильнішими були «Чикаго Буллз» з Майклом Джорданом на чолі.

## Тренерська робота
1999 року розпочав тренерську кар'єру, ставши асистентом Пола Вестфала, головного тренера команди «Сіетл Суперсонікс». 2000 року очолив тренерський штаб команди та одразу ж вивів її до плей-оф. У сезоні 2004-2005 дійшов з командою до півфіналу Західної конференції, де Сіетл програв «Сан-Антоніо Сперс».
Протягом 2005—2012 років очолював тренерський штаб команди «Портленд Трейл Блейзерс».
2006 року став помічником Майка Кжижевскі у збірній США. Разом з командою став бронзовим призером чемпіонату світу 2006, олімпійським чемпіоном 2008 та 2012.
Протягом 2013—2016 років працював асистеном головного тренера команди «Індіана Пейсерз». А 2016 року був призначений головним тренером «Індіани», замінивши на цій посаді Френка Вогеля.
2020 року став асистентом головного тренера команди «Атланта Гокс», а через рік очолив команду.

### Тренерська статистика
| Команда                   | Сезон             | G     | W   | L   | W–L% | Місце                    | PG | PW | PL | PW–L% | Результат                       |
| ------------------------- | ----------------- | ----- | --- | --- | ---- | ------------------------ | -- | -- | -- | ----- | ------------------------------- |
| «Сіетл Суперсонікс»       | 2000–01           | 67    | 38  | 29  | .567 | 5-е в Тихоокеанському    | —  | —  | —  | —     | не вийшли до плей-оф            |
| «Сіетл Суперсонікс»       | 2001–02           | 82    | 45  | 37  | .549 | 4-е в Тихоокеанському    | 5  | 2  | 3  | .400  | Програш у Першому раунді        |
| «Сіетл Суперсонікс»       | 2002–03           | 82    | 40  | 42  | .488 | 5-е в Тихоокеанському    | —  | —  | —  | —     | не вийшли до плей-оф            |
| «Сіетл Суперсонікс»       | 2003–04           | 82    | 37  | 45  | .451 | 5-е в Тихоокеанському    | —  | —  | —  | —     | не вийшли до плей-оф            |
| «Сіетл Суперсонікс»       | 2004–05           | 82    | 52  | 30  | .634 | 1-е в Північно-Західному | 11 | 6  | 5  | .545  | Програш у Півфіналі Конференції |
| «Портленд Трейл-Блейзерс» | 2005–06           | 82    | 21  | 61  | .256 | 5-е в Північно-Західному | —  | —  | —  | —     | не вийшли до плей-оф            |
| «Портленд Трейл-Блейзерс» | 2006–07           | 82    | 32  | 50  | .390 | 3-є в Північно-Західному | —  | —  | —  | —     | не вийшли до плей-оф            |
| «Портленд Трейл-Блейзерс» | 2007–08           | 82    | 41  | 41  | .500 | 3-є в Північно-Західному | —  | —  | —  | —     | не вийшли до плей-оф            |
| «Портленд Трейл-Блейзерс» | 2008–09           | 82    | 54  | 28  | .659 | 1-е в Північно-Західному | 6  | 2  | 4  | .333  | Програш у Першому раунді        |
| «Портленд Трейл-Блейзерс» | 2009–10           | 82    | 50  | 32  | .610 | 3-є в Північно-Західному | 6  | 2  | 4  | .333  | Програш у Першому раунді        |
| «Портленд Трейл-Блейзерс» | 2010–11           | 82    | 48  | 34  | .585 | 3-є в Північно-Західному | 6  | 2  | 4  | .333  | Програш у Першому раунді        |
| «Портленд Трейл-Блейзерс» | 2011–12           | 43    | 20  | 23  | .465 | (звільнений)             | —  | —  | —  | —     | —                               |
| «Індіана Пейсерз»         | 2016–17           | 82    | 42  | 40  | .512 | 4-е в Центральному       | 4  | 0  | 4  | .000  | Програш у Першому раунді        |
| «Індіана Пейсерз»         | 2017–18           | 82    | 48  | 34  | .585 | 2-е в Центральному       | 7  | 3  | 4  | .429  | Програш у Першому раунді        |
| «Індіана Пейсерз»         | 2018–19           | 82    | 48  | 34  | .585 | 2-е в Центральному       | 4  | 0  | 4  | .000  | Програш у Першому раунді        |
| «Індіана Пейсерз»         | 2019–20           | 73    | 45  | 28  | .616 | 2-е в Центральному       | 4  | 0  | 4  | .000  | Програш у Першому раунді        |
| «Атланта Гокс»            | 2020–21           | 38    | 27  | 11  | .711 | 1-е в Південно-Східному  | 18 | 10 | 8  | .556  | Програш у Фіналі конференції    |
| «Атланта Гокс»            | 2021–22           | 82    | 43  | 39  | .524 | 2-е в Південно-Східному  | 5  | 1  | 4  | .200  | Програш у Першому раунді        |
| Усього за кар'єру         | Усього за кар'єру | 1,369 | 731 | 638 | .534 |                          | 76 | 28 | 48 | .368  |                                 |